# Pedro Bautista (mártir)
San Pedro Bautista, O.F.M., (San Esteban del Valle, 1542-Nagasaki, 5 de febrero de 1597) fue fraile franciscano español. Su nombre real era Pedro Bautista Blázquez.

## Biografía
Su formación comienza en Mombeltrán, donde aprendió latín y cosmografía, continuó sus estudios en la Compañía de Jesús de Oropesa y después en Ávila. En torno al año 1560 se trasladó a Salamanca donde cursó Filosofía y Teología durante seis años. En el año 1564 entró en la Orden de los Observantes y tres años después profesó como diácono en el Convento de Arenas de San Pedro (Ávila).
En 1580 marchó a México, donde fundó varios monasterios franciscanos; en 1583 se trasladó a las islas Filipinas y continuó sus fundaciones, entre ellas, el Convento de San Francisco del Monte y varios hospitales. 
En 1587, el daimio Toyotomi Hideyoshi promulgó un edicto de expulsión de los clérigos cristianos en Japón, a pesar de ello, Fray Pedro Bautista junto con otros compañeros acudió allí como embajador y agente comercial del rey Felipe II. Con el beneplácito del emperador fundó conventos, hospitales, leproserías y escuelas en varias localidades como Osaka y Nagasaki, realizando una gran labor apostólica y convirtiendo a muchas personas.
Pese a esta aparente bonanza el ambiente estaba muy enrarecido y a las cuestiones religiosas se unieron las tensiones provocadas por los intereses comerciales de los portugueses hasta que, el 19 de octubre de 1596, el galeón español San Felipe, en ruta de Filipinas a Nueva España, sufrió las inclemencias del tiempo y encalló en la isla japonesa de Tosa. En contra de los intereses de los españoles, los bienes del galeón fueron incautados por orden del Emperador, desoyendo los ruegos de fray Pedro Bautista. Los portugueses aprovecharon la ocasión y el obispo portugués Pedro Martínez, enemigo de los frailes españoles, sobornó a los gobernadores de Meaco, quienes persuadieron al Emperador para que, el 8 de diciembre de 1596, se dictara la orden de prisión a los franciscanos de los Conventos de Meaco y Osaka,
Fray Pedro Bautista permaneció en su Convento de Meaco hasta finales de diciembre y de allí fue conducido, con sus compañeros, a Nagasaki. Durante un tiempo sufrieron diversas torturas, les cortaron la oreja izquierda y fueron paseados en carro por las principales ciudades del imperio. El 5 de febrero de 1597, de nuevo en Nagasaki, Pedro Bautista fue conducido al monte Tateyama junto con otros veinticinco compañeros y todos ellos fueron crucificados y atravesados por lanzas. Con él murieron cinco religiosos de su Orden: Martín Aguirre de la Ascensión, Felipe de Jesús, Gonzalo García, Francisco Blanco y Francisco de San Miguel, tres jesuitas japoneses, Pablo Miki, Juan Goto y Jaime Kisai, y diecisiete franciscanos terciarios nativos, todos ellos conocidos como “Los mártires de Nagasaki”.

## Beatificación y Canonización

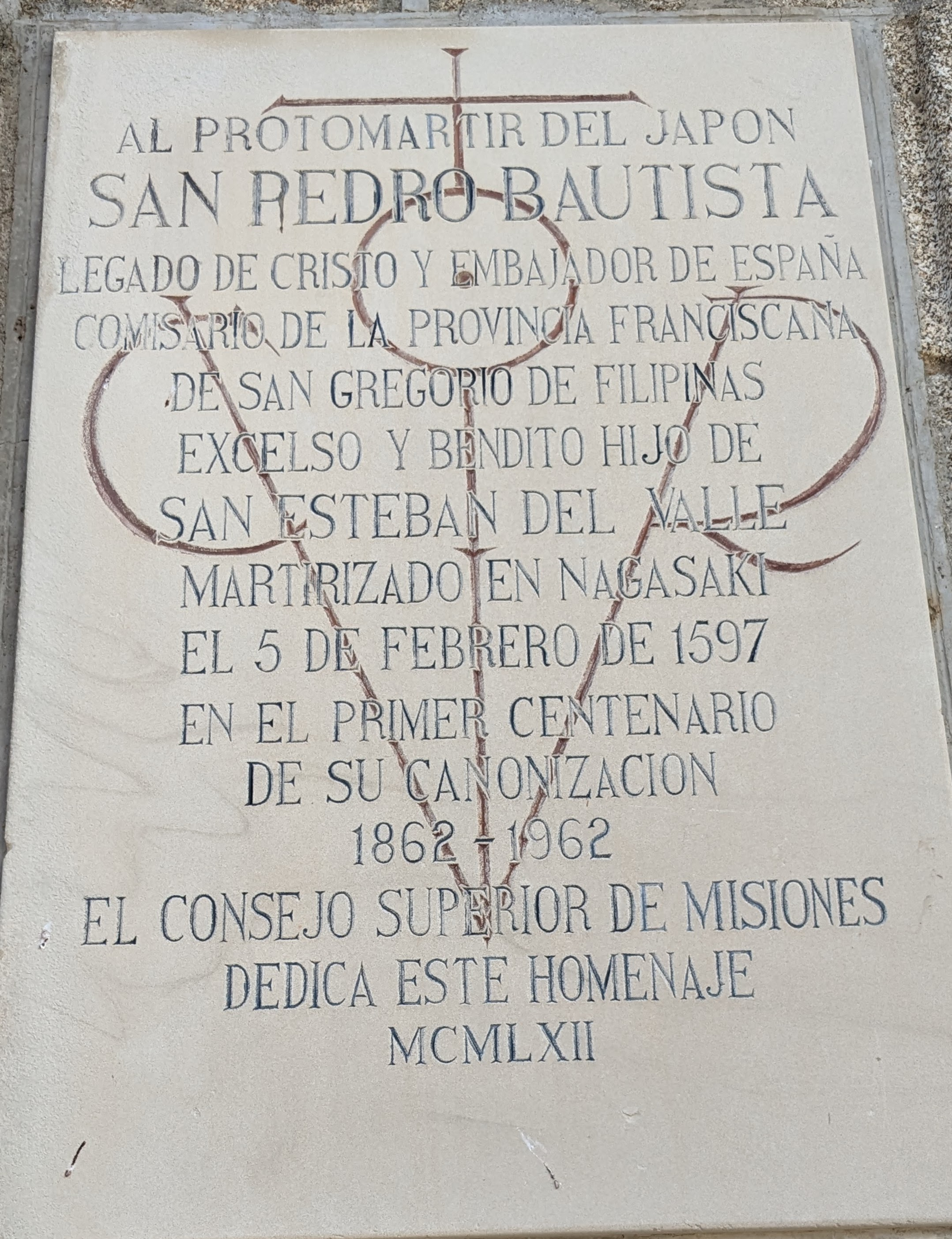
Placa conmemorativa canonización San Pedro Bautista en San Esteban del Valle

Fray Pedro Bautista, junto con sus compañeros de martirio, fue beatificado por Urbano VIII, quien concedió a la Orden Franciscana y a la Arquidiócesis de Manila la facultad de celebrar misa y oficio en honor de los mártires, por medio del breve Salvatoris et Domini nostri Jesu Christi, fechado el 14 de septiembre de 1627. Pío IX promulgó la bula de canonización el 8 de junio de 1862. La fiesta conjunta de los mártires crucificados se celebra el día 5 de febrero y su culto está muy extendido en Japón, particularmente en Nagasaki, donde tienen dedicado un monumento en la colina de los Mártires.
Incluso antes de la beatificación, en 1600, llegaron a España las reliquias de san Pedro Bautista y fueron confiadas a fray Pedro Campos, provincial de los Descalzos de San José, que las envió a Paracuellos de la Ribera (Zaragoza), de donde es patrono. Iconográficamente san Pedro Bautista aparece vestido de franciscano y tiene como atributos la cruz, las argollas y las lanzas con las que fue martirizado.